# Casa de Zúñiga
A Casa de Zúñiga (ou Estúñiga) é uma linhagem nobre espanhola composta pelos descendentes do reis de Navarra da Casa Pirenaica, que tomaram por apelido o nome do seu senhorio original (Zúñiga) e cujos membros mais destacados se distinguiram ao serviço da Coroa Espanhola na Europa e na América como governantes, militares, diplomatas, religiosos e escritores.
Carlos I de Espanha (Carlos V do Sacro Império Romano-Germânico) outorgou-lhes a dignidade de "Grandeza Imemorial de Espanha" em 1520, nas pessoas do 2º  Duque de Béjar e Plasencia e do 3º  Conde de Miranda del Castañar. Oito membros da da Casa Ducal de Béjar foram membros Ordem do Tosão de Ouro.

## Origem e raizes
A linhagem dos Zuñiga é originária de Navarra e procede em linha direta do filho varão de Eneko Ximenez "Aritza" ("o Carvalho" em basco), conhecido como Íñigo Arista, primeiro Rei de Pamplona, que depois se tornaria o Reino de Navarra. O rei Íñigo procedia da casa nobre dos Ennecos, oriundos da Vascónia. O tronco da linhagem dos Zuñiga deriva duas vezes dos reis navarros da Casa Pirenaica. A primeira procede do infante Lope Fortunes, filho do rei Fortunio Garcés, "o Monje" e a segunda do infante Alonso, filho do rei Garcia Ramires, "o Restaurador". Sancho Iñiguez, alferes-mor do Rei de Aragão Afonso I, "o Batalhador", foi p primeiro senhor do vale de Stunica (atualmente Zúñiga), na merindade de Estella, que em meados do século XII tomou o nome de Sancho Iñiguez de Stunica.

### Castelhanização do apelido Zuñiga
Na Idade Média os membros da família usaram diversas variantes do apelido: Estunega, Estuniga, Astunica, Stunica, Estúñiga e Stúñiga. Álvaro de Zúñiga y Guzmán, duque de Béjar e Plasencia, então ó membro mais importante da Casa de Stunica/Estúñiga, "castelhanizou" o apelido para Zúñiga depois de ter assinado o pacto de reconciliação com a rainha de  Reino de Castela Isabel I, "a Católica", em 10 de abril de 1476.